# Província de Bihor
La província de Bihor (IPA: [bi.'hor]), en hongarès: Bihar (IPA: [bi.'har]), és un judeţ, una divisió administrativa de Romania, a Crişana, amb capital a Oradea.

## Límits
- Província de Sălaj, província de Cluj i província d'Alba a l'est.
- Hongria a l'oest - Comtat d'Hajdú-Bihar.
- Província de Satu Mare al nord
- Província d'Arad al sud.

## Demografia
El 2002, Bihor tenia 600,223 i la densitat de població de 79.56 h/km². 48,6% de la població viu a àrees urbanes, el percentatge més baix de romania.
- Romanesos - 67.40%[1]
- Hongaresos - 25,91%
- Roma - 5,00%
- Eslovacs - 1,22%
- Alemanys - 0,19%

- Cristians - 99.6%:[2]

- Ortodoxos - 59,7%
- catòlics - 11,5% (Catòlics romans - 9,2%; Catòlics grecs - 2,3%)
- Protestants - 28,4% (Reformats - 15,3%; Pentecostal - 5,7%; Baptistes - 3,7%; Adventistes - 2,9%; Luterans - 0,6%; Esglésies cristianes i Esglésies de Crist - 0,2%)

- Ateus - 0,3%
- Jueus - 0,03% i Musulmans - 0,03%

| Any  | Població |
| ---- | -------- |
| 1948 | 536,323  |
| 1956 | 574,488  |
| 1966 | 586,460  |
| 1977 | 633,094  |
| 1992 | 638,863  |
| 2002 | 600,246  |

## Divisió Administrativa
La província té 4 municipalitats, 6 ciutats i 90 comunes.

### Municipalitats
- Oradea
- Beiuș
- Marghita
- Salonta

### Ciutats
- Aleșd
- Nucet
- Săcueni
- Ștei
- Valea lui Mihai
- Vașcău

### Comunes
| - Abram - Abrămuţ - Aştileu - Auşeu - Avram Iancu - Balc - Batăr - Biharia - Boianu Mare - Borod - Borş - Bratca - Brusturi - Budureasa - Buduslău - Bulz - Bunteşti - Căbeşti - Câmpani | - Căpâlna - Cărpinet - Cefa - Ceica - Cetariu - Cherechiu - Chişlaz - Ciuhoi - Ciumeghiu - Cociuba Mare - Copăcel - Criştioru de Jos - Curăţele - Curtuişeni - Derna - Diosig - Dobreşti - Drăgăneşti - Drăgeşti | - Finiş - Gepiu - Girişu de Criş - Hidişelu de Sus - Holod - Husasău de Tinca - Ineu - Lăzăreni - Lăzuri de Beiuş - Lugaşu de Jos - Lunca - Mădăraş - Măgeşti - Nojorid - Olcea - Oşorhei - Paleu - Pietroasa - Pocola | - Pomezeu - Popeşti - Răbăgani - Remetea - Rieni - Roşia - Roşiori - Sâmbăta - Sânicolau Român - Sânmartin - Sântandrei - Sârbi - Săcădat - Sălacea - Sălard - Spinuş - Suplacu de Barcău - Şimian - Şinteu | - Şoimi - Şuncuiuş - Tărcaia - Tămăşeu - Tarcea - Tăuteu - Tileagd - Tinca - Tulca - Ţeţchea - Uileacu de Beiuş - Vadu Crişului - Vârciorog - Viişoara |